# Cirkus: The Young Persons’ Guide to King Crimson Live
Cirkus: The Young Persons’ Guide to King Crimson Live — сборник концертных записей группы King Crimson в период с 1969 по 1998 годы. Выпущен в 1999 году на Virgin Records.

## Список композиций

### Vol. 1. Neon Heat Disease 1984–1998
| №   | Название                  | Автор(ы)                                       | Записано                                      | Длительность |
| --- | ------------------------- | ---------------------------------------------- | --------------------------------------------- | ------------ |
| 1.  | «Dinosaur»                | Белью, Фрипп, Левин, Бруфорд, Ганн, Мастелотто | Metropolitan Theatre, Мехико 2-4 августа 1996 | 5:05         |
| 2.  | «Thela Hun Ginjeet»       | Белью, Фрипп, Левин, Бруфорд                   | Spectrum, Монреаль 11 июля, 1984              | 5:17         |
| 3.  | «Red»                     | Фрипп                                          | Metropolitan Theatre, Мехико 2-4 августа 1996 | 6:10         |
| 4.  | «B’Boom»                  | Белью, Фрипп, Левин, Бруфорд, Ганн, Мастелотто | Metropolitan Theatre, Мехико 2-4 августа 1996 | 4:54         |
| 5.  | «THRAK»                   | Белью, Фрипп, Левин, Бруфорд, Ганн, Мастелотто | Metropolitan Theatre, Мехико 2-4 августа 1996 | 1:04         |
| 6.  | «1 ii 2»                  | Фрипп, Ганн, Левин, Бруфорд                    | Jazz Cafe, Лондон 1 декабря 1997              | 2:43         |
| 7.  | «Neurotica»               | Белью, Фрипп, Левин, Бруфорд                   | Metropolitan Theatre, Мехико 2-4 августа 1996 | 3:43         |
| 8.  | «Indiscipline»            | Белью, Фрипп, Левин, Бруфорд                   | Nakano Sun Plaza, Токио 5-6 октября 1995      | 6:40         |
| 9.  | «VROOOM VROOOM»           | Белью, Фрипп, Левин, Бруфорд, Ганн, Мастелотто | Metropolitan Theatre, Мехико 2-4 августа 1996 | 4:42         |
| 10. | «Coda: Marine 475»        | Белью, Фрипп, Левин, Бруфорд, Ганн, Мастелотто | Metropolitan Theatre, Мехико 2-4 августа 1996 | 2:38         |
| 11. | «Deception of the Thrush» | Белью, Фрипп, Ганн                             | Pearl Street, Нортгемптон 1 июля 1998         | 6:05         |
| 12. | «Heavy ConstruKction»     | Белью, Фрипп, Ганн                             | Pearl Street, Нортгемптон 1 июля 1998         | 3:52         |
| 13. | «Three of a Perfect Pair» | Белью, Фрипп, Левин, Бруфорд                   | Spectrum, Монреаль 11 июля, 1984              | 4:23         |
| 14. | «Sleepless»               | Белью, Фрипп, Левин, Бруфорд                   | Spectrum, Монреаль 11 июля, 1984              | 6:10         |
| 15. | «Elephant Talk»           | Белью, Фрипп, Левин, Бруфорд                   | Nakano Sun Plaza, Токио 5-6 октября 1995      | 4:36         |

### Vol. 2. Fractured 1969–1996
| №   | Название                            | Автор(ы)                                     | Записано                                          | Длительность |
| --- | ----------------------------------- | -------------------------------------------- | ------------------------------------------------- | ------------ |
| 1.  | «21st Century Schizoid Man»         | Фрипп, Лейк, Макдональд, Джайлз, Синфилд     | Baseball Park, Джэксонвилл, 26 февраля 1972       | 9:26         |
| 2.  | «Ladies of the Road»                | Фрипп, Синфилд                               | Kemp Coliseum, Орландо, 27 февраля 1972           | 6:00         |
| 3.  | «A Man A City»                      | Фрипп, Лейк, Макдональд, Джайлз, Синфилд     | Fillmore West, Сан-Франциско, 15 декабря 1969     | 10:00        |
| 4.  | «In the Court of the Crimson King»  | Макдональд, Синфилд                          | Fillmore West, Сан-Франциско, 15 декабря 1969     | 6:50         |
| 5.  | «Fracture»                          | Фрипп                                        | Massey Hall, Торонто, 24 июня 1974                | 11:04        |
| 6.  | «Easy Money»                        | Фрипп, Уэттон, Палмер-Джеймс                 | Концертгебау, Амстердам, 23 ноября 1973           | 6:12         |
| 7.  | «Improv: Besancon»                  | Кросс, Фрипп, Уэттон, Бруфорд                | Palais Des Sports, Безансон, 25 марта 1974        | 1:37         |
| 8.  | «The Talking Drum»                  | Кросс, Фрипп, Уэттон, Бруфорд, Мюир          | Концертгебау, Амстердам, 23 ноября 1973           | 6:25         |
| 9.  | «Larks' Tongues in Aspic (Part II)» | Фрипп                                        | Metropolitan Theatre, Мехико, 2-4 августа 1996    | 6:29         |
| 10. | «Starless»                          | Кросс, Фрипп, Уэттон, Бруфорд, Палмер-Джеймс | Stanley Warner Theatre, Питтсбург, 29 апреля 1974 | 12:07        |

## Участники записи
Диск 1:
- Роберт Фрипп: гитара
- Эдриан Белью: гитара и вокал (кроме 6), V-drums (11 и 12)
- Трей Ганн: тач-гитара (кроме 2, 13 и 15)
- Тони Левин: бас-гитара и стик Чапмена (кроме 11 и 12)
- Билл Бруфорд: ударные (кроме 11 и 12)
- Пэт Мастелотто: ударные (кроме 2, 6, 11, 12, 13 и 15)

Диск 2:
- Роберт Фрипп: гитара, меллотрон
- Мэл Коллинз: саксофон, флейта (1 и 2)
- Боз Баррел: бас-гитара, вокал (1 и 2)
- Иэн Уоллес: ударные (1 и 2)
- Иэн Макдональд: саксофон, флейта, меллотрон, вокал (3 и 4)
- Грег Лейк: бас-гитара, вокал (3 и 4)
- Майкл Джайлз: ударные, перкуссия, вокал (3 и 4)
- Питер Синфилд: стихи и иллюминация (3 и 4)
- Дэвид Кросс: скрипка, меллотрон (5-8, 10)
- Джон Уэттон: бас-гитара, вокал (5-8, 10)
- Билл Бруфорд: ударные, перкуссия (5-10)
- Эдриан Белью: гитара и вокал (9)
- Трей Ганн: тач-гитара (9)
- Тони Левин: бас-гитара и стик Чапмена (9)
- Пэт Мастелотто: ударные, перкуссия (9)